# دانيال يرغن
دانيال هوارد يرغن (6 فبراير 1947) كاتب ومتحدث وخبير في الطاقة ومؤرخ اقتصادي أمريكي. يشغل منصب نائب رئيس إس أند بي جلوبال. ألف العديد من الكتب أو شارك في تأليفها حول الطاقة واقتصاد العالم، بما في ذلك الجائزة: ملحمة البحث عن النفط والمال والسلطة (1991)  الحائز على جائزة بوليتزر  والسعي: بحثا عن الطاقة والأمن وإعادة تشكيل العالم الحديث (2011) والخريطة الجديدة: الطاقة والمناخ وصراع الأمم (2020). ونشر مقالات ومقالات رأي حول الطاقة والتاريخ والاقتصاد في منشورات مثل وول ستريت جورنال ونيويورك تايمز وواشنطن بوست و فاينانشال تايمز. يشغل حاليًا منصب مدير في منظمات مثل مجلس العلاقات الخارجية  ورابطة الطاقة الأمريكية ، كما أنه عضو في مجلس أمناء معهد بروكينغز  ومستشار للعديد من الإدارات الأمريكية،  وكذلك رئيس مؤتمر CERAWeek السنوي للطاقة.

## النشأة والتعليم
ولد يرغن في 6 فبراير 1947 في لوس أنجلوس ، كاليفورنيا. عمل والده إيرفينغ يرغن في وارنر براذرز وكان محرر هوليوود ريبورتر وصحفي سابق في شيكاغو، كانت والدته نعومي يرغن نحاتة ورسامة. يدين يرغن باليهودية. التحق بمدرسة بيفرلي هيلز الثانوية. حصل على درجة البكالوريوس من جامعة ييل  عام 1968،  وكتب لصحيفة ييل ديلي نيوز وأسس ذا نيو جورنال  في عام 1967. حصل على الماجستير في عام 1970  وعلى الدكتوراه في التاريخ الدولي من جامعة كامبريدج كباحث ضمن منحة مارشال. أثناء وجوده في كامبريدج، كتب للعديد من المجلات البريطانية بالإضافة إلى ذا أتلانتيك حيث كان محررًا مشاركًا،  ومجلة نيويورك تايمز . وحصل على الدكتوراه الفخرية من كلية دارتموث وكلية كولورادو للمناجم وجامعة هيوستن وجامعة ميسوري.

## المسار المهني والضيفي

### السبعينيات
عمل ييرجين كمحرر مشارك في مجلة نيويورك في بداية حياته المهنية. خلال عام 1980 محاضر في كلية هارفارد للأعمال، وحاضر في كلية كينيدي بجامعة هارفارد حتى عام 1985. وكتب يرغن كتابه الأول، السلام المحطم: أصول الحرب الباردة ودولة الأمن القومي (1977)  استند جزئيًا إلى أطروحته للدكتوراه وركز على أصول الحرب الباردة. حصلت على لقب «أفضل كتاب في العام» من قبل الجمعية التاريخية الوطنية. 
في منتصف السبعينيات، أثناء زمالة ما بعد الدكتوراه،  اهتم بشكل خاص بالطاقة في كتاباته. بعد أربع سنوات من البحث، مع روبرت ب ستوبو الفا وحررا معا كتاب مستقبل الطاقة: تقرير مشروع الطاقة في كلية هارفارد للأعمال  ووفقًا لصحيفة لوس أنجلوس تايمز إن الكتاب «أثار ضجة كبيرة مع نظرته المتفائلة لإمكانيات الحفاظ على الطاقة ومصادر بديلة مثل الطاقة الشمسية». ثبت أنه من أكثر الكتب مبيعًا في قائمة نيويورك تايمز،  بيع في النهاية 300000 نسخة بست لغات. خلال السنة الأولى من إصداره، استدعي يرغن وستابو إلى واشنطن عدة مرات للإدلاء بشهادتهم أمام لجان الكونغرس. واستشاره جيمس شليسنجر، أول وزير طاقة أمريكي، في زمن قريب من الثورة الإيرانية. وبحسب رويترز «منذ حينها يستشار لكل إدارة».

### الثمانينيات والتسعينيات
أسس Cambridge Energy Research Associates (CERA) مع جيمس روزنفيلد عام 1982 بشراء خزانة ملفات بقيمة 2 دولار من جيش الخلاص. مع رئاسة يرغن، أنشئ شركة أبحاث واستشارات الطاقة باعتبارها «شبه مجمع فكري ومصدر لتحليل صناعة الطاقة.» 
يمكن القول إن أفضل ما اشتهر به يرغن هو كتابه الرابع، الجائزة: البحث الملحمي عن النفط والمال والسلطة (1991). أصبح الكتاب من أكثر الكتب مبيعًا حيث فاز جائزة بوليتزر عن فئة الأعمال غير الخيالية في عام 1992 وجائزة إيكلس لأفضل كتاب في الاقتصاد للجمهور العام،  بيع منه حوالي سبعمائة ألف نسخة  بـسبع عشر لغة. اقتبس الكتاب في سلسلة وثائقية على بي بي إس/بي بي سي  شاهدها حوالي مائة مليون مشاهد محليًا ودوليًا،  وكان يرغن الراوي الرئيسي. كتابه التالي كان روسيا 2010 وماتعنيه للعالم (1993) كتبه مع ثين جوستافسون، حيث قدم سيناريوهات لتطور روسيا بعد انهيار الاتحاد السوفيتي.

### من 2000 إلى 2010
صادر كتابه The Commanding Heights: The Battle for the World Economy سنة 2002،  والذي كتبه بالاشتراك مع جوزيف ستانسلو، ووصف فيه بشكل سردي الصراع على «الحدود» بين الحكومات والأسواق وصعود العولمة. في «أول سلسلة وثائقية ضخمة على بي بي إس حول الأعمال التجارية منذ أكثر من عقد»  قاد الفريق الذي انتج سلسلة وثائقية مدتها ست ساعات وحازت على جائزة إيمي  مبنية على الكتاب،  عمل كمنتج تنفيذي وكاتب مشارك  وإجراء مقابلات مع أشخاص مثل بيل كلينتون وديك تشيني وفيسنتي فوكس وميخائيل جورباتشوف.
 
hستحوذت شركة المعلومات IHS Inc على CERA في عام 2004،  وأصبح يرغن مديرًا تنفيذيًا للشركة المندمجة ورئيس CERA. نشر كتابه السعي: الطاقة والأمن وإعادة تشكيل العالم الحديث (2011) الذي وصفه بأنه تكملة لكتابه الجائزة وهو تكملة تاريخه عن صناعة النفط العالمية ولكنه تناول أيضًا أمن الطاقة والغاز الطبيعي والطاقة الكهربائية وتغير المناخ والبحث عن مصادر الطاقة المتجددة. رشح لجائزة فاينانشيال تايمز ومكنزي لكتب الأعمال في عام 2011.

### 2020s
نشر يرغن كتابه الخريطة الجديدة: الطاقة والمناخ وصراع الأمم في سبتمبر 2020. 

## وجهات النظر والبحث

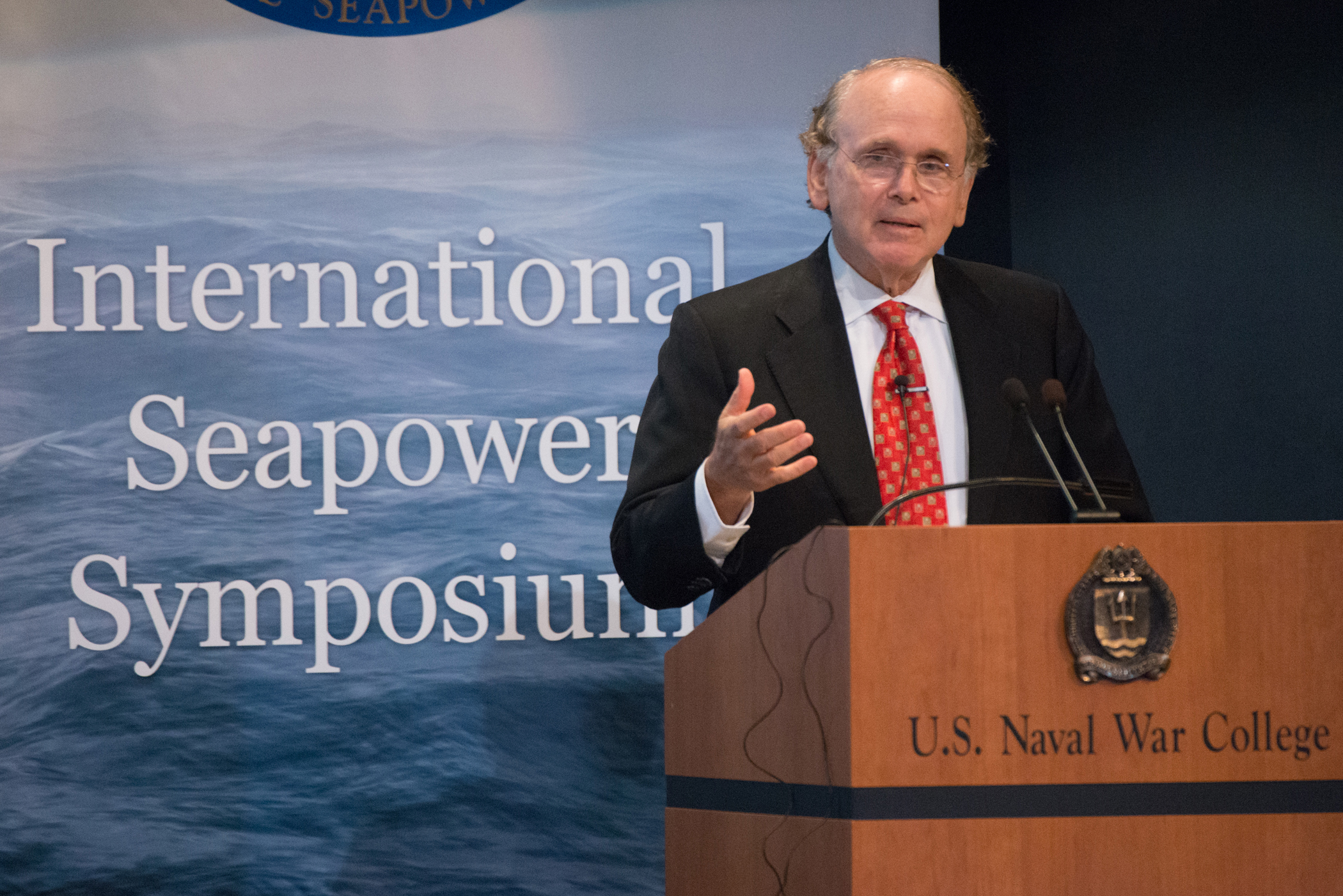
يرغن في ندوة الطاقة البحرية الدولية لعام 2014

نشر يرغن مقالات ومقالات رأي حول الطاقة والتاريخ والاقتصاد في العديد من المنشورات، بما في ذلك وول ستريت جورنال ونيويورك تايمز  وفورين أفيرز والواشنطن بوست والفاينانشيال تايمز ووفوربس. كما أجرى مقابلات حول سياسة الطاقة والسياسة الدولية في برامج تلفزيونية مختلفة. في عام 2003  أصبح خبير الطاقة العالمي في سي إن بي سي، واستمر في ذلك لمدة عشر سنوات،  وفي سبتمبر 2011 ظهر في البرنامج الساخر تقرير كولبير لمناقشة طاقة الرياح والطاقة الشمسية.
انتقد يرغن توقعات ذروة النفط الوشيكة في مقال نُشر سنة 2011 في صحيفة وول ستريت جورنال، وبدلاً من بلوغ الذروة، تنبأ بأن الإنتاج النفطي في المستقبل سوف يستقر مع ارتفاع الأسعار التي تؤدي إلى تراجع الطلب وتحفيز الإنتاج. كما تطرق في كتابه السعي إلى ذروة النفط في فصل «هل العالم ينفد من النفط؟» 
أجرى ييرجين ووزير الطاقة الأمريكي السابق إرنست مونيز سنة 2019 دراسة شاملة من 229 صفحة بعنوان النهوض بمشهد ابتكار الطاقة النظيفة برعاية IHS Markit ومبادرة مستقبل الطاقة بقيادة بيل غيتس. حددت الدراسة عشرة مجالات لتقدم الطاقة التحويلية. ونقلت أكسيوس عن يرغن «الغرض من التقرير هو توفير إطار عمل ودليل للأشخاص الراغبون في الاستثمار في ابتكارات الطاقة النظيفة.» 
ترأس يرغين دراسة بعنوان «إعادة اختراع العجلة» ركزت على تغيير أساليب النقل، ودور المركبات الكهربائية، وتوقيت ذروة الطلب على النفط.

## العضويات والإدارات
يرغين هو نائب رئيس إس أند بي جلوبال الحالي، تعيين أثناء اندماج الشركة مع IHS Markit. أصبح نائب رئيس IHS في عام 2012 وظل نائبًا للرئيس عندما اندمجت IHS مع Markit في عام 2016. وهو أيضًا رئيس مؤتمر الطاقة السنوي CERAWeek التابع لشركة إس أند بي.
وقد سبق له أن ترأس فريق عمل وزارة الطاقة الأمريكية المعني بالبحوث الاستراتيجية للطاقة والتنمية. وعضو في مجلس أمناء معهد بروكينغز،  حيث يرأس المائدة المستديرة حول أمن الطاقة. ويشغل حاليًا مدير في مجلس العلاقات الخارجية ورابطة الطاقة الأمريكية ومجلس الأعمال الأمريكي الروسي.
وهو عضو في المجلس القومي للبترول، الذي يقدم المشورة لوزير الطاقة الأمريكي. وهو عضو في المجالس الاستشارية لمبادرة الطاقة في معهد ماساتشوستس للتكنولوجيا  ومركز سياسة الطاقة العالمية في جامعة كولومبيا واللجنة الاستشارية الدولية للطاقة في سنغافورة. وكان عضوًا في المجلس الاستشاري لوزراء الطاقة في عهود الرؤساء بيل كلينتون وجورج دبليو بوش وباراك أوباما ودونالد ترامب. وانضم إلى منتدى أعمال يتألف بشكل أساسي من الرؤساء التنفيذيين الذين تم تجميعهم لتقديم المشورة الاستراتيجية والسياساتية بشأن القضايا الاقتصادية إلى الرئيس دونالد ترامب في ديسمبر 2016 وحُل المنتدى في أغسطس 2017.

## الجوائز
حصل على جائزة الولايات المتحدة للطاقة لعام 1997 «لإنجازاته مدى الحياة في مجال الطاقة وتعزيز التفاهم الدولي». ومنحته الرابطة الدولية لاقتصاديات الطاقة جائزتها لعام 2012 «للمساهمات البارزة في مهنة اقتصاديات الطاقة وآدابها». منحه رئيس وزراء الهند جائزة لإنجاز العمر سنة 2014،  ومنحته جامعة بنسلفانيا جائزة كارنو الأولى «لمساهماته المتميزة في سياسة الطاقة» سنة 2015. ومنحته وزارة الطاقة الأمريكية أول ميدالية جيمس شليسنجر لأمن الطاقة في عام 2014.

## تاريخ النشر

### الكتب كمؤلف
- السلام الممزق: أصول الحرب الباردة ودولة الأمن القومي. نيويورك: هوتون ميفلين، 1977. طبعات جديدة: البطريق، 1978، 1980،(ردمك 0-395-27267-X) ؛ البطريق، مراجعة. ومحدّث، 1990،(ردمك 0-14-012177-3) .
- الجائزة: ملحمة البحث عن النفط والمال والسلطة. نيويورك: سايمون اند شوستر، 1991.(ردمك 0-671-50248-4)رقم ISBN 0-671-50248-4 . طبع: Simon & Schuster، 1992،(ردمك 0-671-79932-0) .
- السعي: بحثا عن الطاقة والأمن وإعادة تشكيل العالم الحديث. مطبعة البطريق، 2011.(ردمك 978-1-59420-283-4)رقم ISBN 978-1-59420-283-4.[77] (نسخة منقحة، معاد طبعها، 2012.)
- الخريطة الجديدة: الطاقة والمناخ وصراع الأمم . مطبعة البطريق، 2020.(ردمك 978-1-59420-643-6)رقم ISBN 978-1-59420-643-6.[78]

### كتب كمؤلف مشارك
- مستقبل الطاقة: تقرير مشروع الطاقة في كلية هارفارد للأعمال . نيويورك: راندوم هاوس، 1979.(ردمك 0-394-50163-2)رقم ISBN 0-394-50163-2 . إعادة طبع: كتب بالانتاين،(ردمك 0-394-29349-5) ؛ كنوبف، الطبعة الثالثة، 1982،(ردمك 0-394-71063-0) ؛ منزل عشوائي، الطبعة الثالثة الجديدة المنقحة، 1990. [مع روبرت ب. ]
- انعدام الأمن العالمي: إستراتيجية للطاقة والتجديد الاقتصادي . نيويورك: هوتون ميفلين، 1982.(ردمك 0-395-30517-9)رقم ISBN 0-395-30517-9 . طبع: كتب Viking Penguin ، 1983،(ردمك 0-14-006752-3) . [مع مارتن هيلينبراند. ]
- روسيا 2010: وماذا يعني ذلك للعالم . نيويورك: راندوم هاوس، 1993.(ردمك 0-679-42995-6)رقم ISBN 0-679-42995-6 . طبع: خمر، 1995،(ردمك 0-679-75922-0) . [مع ثين جوستافسون. ]
- مرتفعات القيادة: المعركة بين الحكومة والسوق التي تعيد تشكيل العالم الحديث ؛ نيويورك: سايمون اند شوستر، 1998.(ردمك 0-684-82975-4)رقم ISBN 0-684-82975-4 . [مع جوزيف أ. ستانيسلاف. ]
  - تم تنقيحه وإعادة تسميته وتحديثه باسم مرتفعات القيادة: المعركة من أجل الاقتصاد العالمي ؛ نيويورك: Free Press ، 2002.(ردمك 0-684-83569-X)رقم ISBN 0-684-83569-X .

## روابط خارجية
- الموقع الرسمي
- مرات الظهور على سي-سبان
- دانيال يرغن في قاعدة بيانات الأفلام على الإنترنت موقع